# Bud Held
Pour les articles homonymes, voir Held.
Franklin Wesley Held dit Bud Held (né le 25 octobre 1927 à Los Angeles) est un athlète américain, spécialiste du lancer du javelot.

## Carrière
Étudiant en théologie à l'université Stanford, il remporte les Championnats NCAA en 1948 et 1950, et enlève en 1949 son premier titre des Championnats de l'Amateur Athletic Union. En 1951, alors qu'il porte le record des États-Unis à 76,11 m, Bud Held se passionne pour les recherches en aérodynamique. Il fabrique ses propres javelots en modifiant la surface portante tout en respectant les spécifications des règlements de l'IAAF, notamment en ce qui concerne la matière, la longueur et le poids de l'engin (bois, 2,60 m et 800 g). Avec l'aide de son frère, Dick Held, décédé en 2018, il conçoit ainsi un nouveau design de javelot, creusé à l'intérieur, en augmentant significativement le diamètre, ces modifications permettant d’acquérir des qualités de glisseur et de planeur que les javelots classiques ne possèdent pas.
Neuvième des Jeux olympiques de 1952 avec un javelot traditionnel, il établit un nouveau record du monde de la discipline le 8 août 1953 à Pasadena, avec son modèle personnel, avec la marque de 80,41 m. Améliorant de plus de 2,50 m l'ancienne meilleure marque mondiale de Yrjö Nikkanen, il met fin au règne des lanceurs finlandais, détenteurs des records mondiaux de la discipline depuis 1930. Bud Held devient par ailleurs le premier athlète à dépasser officiellement la limite des 80 mètres au javelot, le Polonais Janusz Sidło étant le premier à réussir cet exploit, quelques mois plus tard, avec un javelot traditionnel.
Devenu pasteur presbytérien, Bud Held poursuit ses expérimentations sur le javelot en commercialisant ses engins à travers tous les États-Unis sous son nom (« Held »). Il remplace le bois par l'aluminium qui permet d'en estomper les vibrations et de gagner en stabilité. Le 21 mai 1955, il établit un nouveau record du monde en atteignant la marque de 81,75 m à Modesto le jour de son ordination. L'année suivante, il remporte les Jeux panaméricains de Mexico avec un jet à 69,77 m.
Dépossédé de son record du monde en 1956 par le Finlandais Soini Nikkinen (83,56 m), il réalise néanmoins cette même année la meilleure performance de sa carrière avec 82,29 m.
Il est élu au Temple de la renommée de l'athlétisme des États-Unis en 1987.

## Palmarès

### International
| Date | Compétition        | Lieu     | Résultat | Épreuve           |
| ---- | ------------------ | -------- | -------- | ----------------- |
| 1952 | Jeux olympiques    | Helsinki | 9e       | Lancer du javelot |
| 1955 | Jeux panaméricains | Mexico   | 1er      | Lancer du javelot |

### National
- Championnats de l'Amateur Athletic Union : vainqueur en 1949, 1951, 1953, 1954, 1955 et 1958
- Championnats NCAA : vainqueur en 1948, 1949 et 1950

### Records
| Épreuve           | Performance | Lieu | Date |
| ----------------- | ----------- | ---- | ---- |
| Lancer du javelot | 82,29 m     |      | 1956 |